# Comuna Makarivka, Ivankiv
Makarivka (în ucraineană Макарівка) este o comună în raionul Ivankiv, regiunea Kiev, Ucraina, formată din satele Makarivka (reședința), Mala Makarivka, Novi Makalevîci și Rusakî.

## Demografie
Componența lingvistică a comunei Makarivka
     Ucraineană (98,22%)
     Rusă (1,44%)
     Alte limbi (0,17%)
Conform recensământului din 2001, majoritatea populației comunei Makarivka era vorbitoare de ucraineană (98,22%), existând în minoritate și vorbitori de rusă (1,44%).